# Black Africa Football Club
Maillots
Actualités
Le Black Africa Football Club, appelé plus couramment Black Africa est un club de football namibien fondé en 1986 et basé à Windhoek, capitale du pays.
Ses couleurs sont le rouge et le noir et le club évolue dans le stade du Sam Nujoma Stadium (anciennement Independence Stadium), pouvant accueillir 25 000 spectateurs.

## Palmarès
| Compétitions nationales | Compétitions internationales |
| --- | --- |
| - Championnat de Namibie de football (8) : - Champion : 1995, 1998, 1999, 2011, 2012, 2013, 2014 et 2019. - Coupe de Namibie de football (3) : - Vainqueur : 1990, 1993 et 2004 - Finaliste : 2005 - Supercoupe de Namibie (1) : - Vainqueur : 2014 | - Ligue des champions de la CAF : - 1er tour : 1996. - Coupe d'Afrique des vainqueurs de coupe : - Tour préliminaire : 1991 et 1994. |